# György Aranyady
György Aranyady nume la naștere: Árpád Magyar (n.5 ianuarie 1913, Zombor-d. 28 ianuarie 1935, Sombor) a fost un scriitor, nuvelist maghiar din Voievodina, Iugoslavia.